# Painonjärvi (sjö i Valkeakoski, Birkaland)
Painonjärvi är en sjö i kommunen Valkeakoski i landskapet Birkaland i Finland. Sjön ligger 84,2 meter över havet. Arean är 46 hektar och strandlinjen är 4,33 kilometer lång. Sjön  ingår i Kumo älvs huvudavrinningsområde.   Den ligger omkring 25 km sydöst om Tammerfors och omkring 140 km norr om Helsingfors. 